# Захват Ту-134 в Уфе
Захват Ту-134 в Уфе — захват заложников, совершённый двумя солдатами-дезертирами 20 сентября 1986 года в аэропорту города Уфа. Трое солдат внутренних войск МВД СССР, младший сержант Николай Мацнев, рядовой Сергей Ягмурджи и рядовой Александр Коновал рано утром угнали такси, застрелив по пути двух милиционеров. Коновал сбежал после убийства милиционеров и позже был арестован, в то время как Мацнев и Ягмурджи, добравшись до аэропорта, ворвались на борт самолёта Ту-134А и захватили в заложники 81 человека (76 пассажиров и 5 членов экипажа). Двое заложников были застрелены сразу после захвата.
Преступники потребовали направить самолёт за границу в любую недружественную СССР страну, угрожая расстрелять заложников. Для освобождения заложников была привлечена группа «А» 7-го управления КГБ СССР, которая взяла самолёт штурмом после долгих переговоров по освобождению заложников. Мацнев в ходе завязавшейся перестрелки погиб, а Ягмурджи был ранен в ногу. Важную роль в спасении пассажиров сыграли бортпроводницы Елена Жуковская и Сусанна Жабинец, убедившие обоих солдат отпустить всех заложников.

## Преступники
Все трое будущих преступников, 20-летний младший сержант Николай Мацнев (1966 г.р.), 19-летний рядовой Сергей Ягмурджи (1967 г.р.) и 19-летний рядовой Александр Коновал, несли срочную службу в в/ч 6520 внутренних войск МВД СССР, расквартированной в Уфе в здании на улице Карла Маркса. Они числились в так называемой нештатной группе захвата и освобождения самолёта от террористов, поэтому изучали специально планы всех самолётов от Ан-12 до Ту-134, а также неоднократно тренировались проникать в самолёт и использовать спецсредства для борьбы против террористов.
Мацнев до службы в армии учился в Архангельском мореходном училище: он выходил всего несколько раз в плавание в рамках учений, однако со своими сослуживцами вёл часто разговоры о путешествиях за границу и подстрекал их к бегству. Через несколько месяцев после начала практических занятий он предложил сослуживцам смелый план: захватить самолёт, будучи вооружёнными современным стрелковым оружием, и потребовать от пилотов направить самолёт за границу, где они смогут позже скрыться и жить в своё удовольствие. При этом внятного представления о том, куда они собираются лететь, ни у кого из заговорщиков не было. Поводом для разговоров о бегстве за границу стал тот факт, что все трое солдат охраняли заключённых, у которых приобретали наркотики, и в какой-то момент об этих действиях стало известно начальству. Солдаты опасались попасть в колонию, где им как бывшим охранникам грозила участь постоянно подвергаться побоям и унижениям. Сами Ягмурджи и Мацнев ещё на гражданской службе употребляли наркотики, причём Мацнев был наркоманом со стажем.
Обсуждение планов велось всего с тремя сослуживцами: все шестеро обсуждали планы на кухне, не утруждая себя конспирацией, а офицеры части, которые были свидетелями разговоров, особого значения услышанному не придавали, считая это всё это не более чем пустой болтовнёй. В итоге Мацнев возглавил группу заговорщиков из четырёх человек, куда, помимо него, Ягмурджи и Коновала, вошёл рядовой Игорь Федоткин.

## Угон такси
В ночь с 19 на 20 сентября 1986 года Мацнев, Ягмурджи и Коновал, заступившие в наряд по роте, самовольно покинули часть. Мацнев вскрыл с помощью имевшихся у него ключей оружейную комнату и забрал с собой пулемёт РПК-74, автомат АК и снайперскую винтовку СВД, а также 220 патронов к ним. О бегстве солдат из части стало известно в 3:40 дежурному по КГБ Башкирской АССР. Солдаты выбрались через окно столовой и сбежали из части, остановив такси с водителем Николаем Башкирцевым и под угрозой расправы приказав ему ехать в сторону Подымалово, где на карауле находился четвёртый заговорщик, Игорь Федоткин. Он должен был вывезти из парка бронетранспортёр, на котором они и должны были доехать до аэропорта. Сама необходимость стрелять по сослуживцам поначалу не смущала Федоткина никоим образом.
В ту ночь на улице шёл проливной дождь. На подъезде к КПП на выезде из Уфы Башкирцев убедил солдат, что такси гарантированно остановят и проехать им не удастся, а на частной машине они смогут проехать без проблем. Заговорщики решили взять другой автомобиль, однако в этот момент заметили ехавшую патрульную машину милиции УАЗ-469 из отдела вневедомственной охраны Ленинского РОВД Уфы. Решив, что их преследуют, они открыли огонь по остановившейся машине. В результате перестрелки были убиты сержант Зульфир Ахтямов и младший сержант Айрат Галеев, которые даже не успели среагировать. По машине было выпущено около 60 пуль: было известно, что автомобиль выехал в связи с поступившими сообщениями о бегстве трёх дезертиров.
Александр Коновал, который сидел на заднем сидении, настолько перепугался, что тут же сбежал с незаряженной винтовкой СВД, оставив своих сообщников вдвоём. Он поймал попутный КАМАЗ и попросил подбросить его до Подымалово, заявив, что якобы ушёл самовольно на свидание с подругой. Как позже стало известно, Федоткин не дождался своих сообщников и отказался от плана угона БТР, а Коновал пытался безуспешно уговорить Федоткина, чтоб тот его пристрелил. Затем беглец спрятался в одном из хозяйских домов, сказав хозяевам, что находится на учениях, но позже дом был окружён военными. Коновал попытался покончить с собой, воткнув себе штык-нож в грудь, но дезертира спасли врачи.

## Захват самолёта

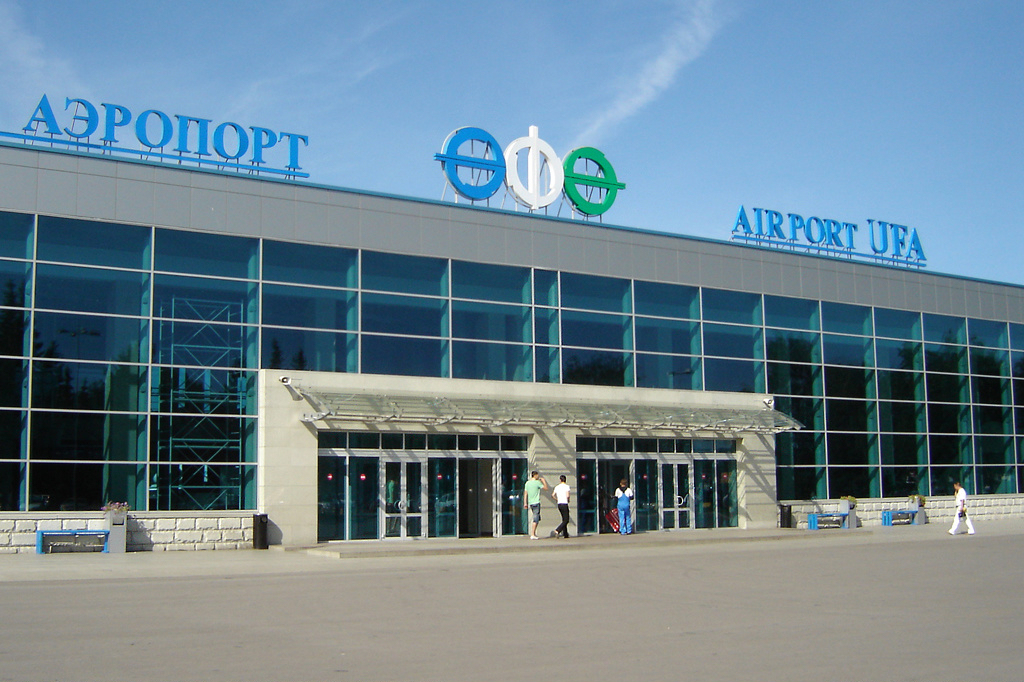
Вход в терминал аэропорта Уфы

Не доезжая до аэропорта, Мацнев и Ягмурджи бросили автомобиль и скрылись в лесопосадках. Они собирались застрелить Башкирцева, однако он убедил дезертиров не убивать его, пообещав им, что его сын никогда не будет служить в советской армии. Тут же он побежал к сотрудникам милиции, рассказав им о случившемся. Однако они не выслали наряд в аэропорт, а повезли шофёра к главе уфимского МВД, что дало обоим дезертирам время на подготовку к захвату самолёта. В 4:40 они добрались до аэропорта Уфы и пробрались на территорию лётного поля, спрятавшись в канаве. Ближайшим к ним самолётом оказался авиалайнер Бориспольского авиаотряда Ту-134А авиакомпании «Аэрофлот» (борт СССР-65877), выполнявший рейс SU-36075 по маршруту Львов — Киев — Уфа — Нижневартовск и севший в Уфе для дозаправки. На борту находился 81 человек: 76 пассажиров (в том числе восемь женщин и шестеро детей) и 5 членов экипажа. Большую часть пассажиров составляли нефтяники, летевшие на пересменку в Нижневартовск. На время заправки пассажиры были отправлены в зал ожидания. Проверку билетов осуществляла дежурная по встрече Людмила Сафронова, а в экипаж входили стюардессы Елена Жуковская (Ганич) и Сусанна Жабинец (Кибарова) и второй пилот Вячеслав Луценко.
Полтора часа тому назад в аэропорт поступил звонок из милиции с предупреждением о вооружённых людях, двигавшихся в сторону аэропорта, но, несмотря на предупреждение, посадки на самолёты не прекратили и трапы не отогнали, а экипаж рейса 36075 был в полном неведении относительно предупреждения. В 4:43 дезертиры оказались на борту рейса 36075, воспользовавшись тем, что бортмеханик был занят снятием заглушек с двигателей и убирал из-под колёс стояночные тормозные колодки. Беглецы, затолкав внутрь машины последнего пассажира и дежурную Сафронову, захлопнули за собой дверь. Бортмеханик не заметил проникновения посторонних и, поднявшись по трапу, попытался открыть дверь, но был отброшен вниз ударом солдатского сапога. Крики Сафроновой о вооружённых людях изначально восприняли как шутку, однако командир судна приказал заблокировать дверь и занять всем свои места, он же вовремя затащил в кабину Вячеслава Луценко.
Мацнев взял на мушку Сусанну Жабинец и приказал Жуковской передать экипажу требования — взлететь в течение 20 минут и направить самолёт в «любую недружественную Советскому Союзу страну» (сами преступники изначально намеревались лететь в Пакистан), угрожая в случае отказа убить Жабинец. Спустя 20 минут в салоне раздались выстрелы. Ягмурджи из пулемёта застрелил пассажира Александра Ермоленко, монтажника управления «Запсибнефтегеофизика», который летел в Нижневартовск на смену: ранее судимый Ермоленко, крупного телосложения, двинулся с угрозами на солдата. Мацнев же, по ошибке решив, что кто-то стрелял в его сообщника, дал очередь из автомата: пулями была ранена одна женщина в плечо, закрывавшая ребёнка, также был смертельно ранен пассажир Ярослав Тиханский (вахтовик, электрик из управления буровых работ Укрнефти), а ещё одна пуля попала в тело Ермоленко.

## Спасение заложников
Наземные службы были потрясены сообщениями о захвате самолёта. Были срочно подняты по тревоге все сотрудники, участвовавшие в мероприятиях по плану операции «Набат», а вскоре на уфимский аэродром прибыла группа «А» Седьмого управления КГБ СССР. Операцией по освобождению заложников руководил командир группы «Альфа» Геннадий Зайцев, который сформировал группы захвата, поддержки, наблюдения, блокирования и снайперов и которые заняли свои позиции мгновенно. В здании аэропорта был образован временный штаб, который возглавил глава КГБ Башкирской АССР Вадим Мищенко: штаб не прерывал связи с Москвой вплоть до конца операции.
Поскольку Мацнев и Ягмуржи проходили службу в составе внештатной антитеррористической группы, они прекрасно знали структуру самолёта и потенциальные входы и выходы, через которые могли проникнуть те, кто предпримет попытку освободить заложников. Это серьёзно осложняло работу «Альфы», к тому же поступали сведения о возможном наличии снайпера на прикрытии в окрестностях лётного поля, который в итоге не был найден. Оперативники «Альфы» полагали, что атаковать им можно только с хвоста и с кабины самолёта, но это же прекрасно знали и оба преступника. С учётом того, что они были вооружены армейским оружием, единственный шанс нейтрализовать их заключался в стрельбе сразу и наповал, иначе бы дезертиры перестреляли всех пассажиров.
Тем временем Ягмурджи и Манцев потребовали от членов экипажа сдать всё служебное оружие: посоветовавшись с руководством, пилоты отдали один пистолет без патронов, оставив другой пистолет у себя (преступники не знали, сколько единиц оружия есть у экипажа). Пассажиров не выпускали в туалет, хотя стюардессы могли свободно ходить по салону. Обе стюардессы в последующие часы уговорили Ягмурджи и Манцева, чтобы те разрешили вынести из самолёта тело убитого Ермоленко, потом выпустили всех раненых и отпустили ещё четырёх женщин с детьми (всё это случилось примерно к 6:20). Елена Жуковская вынесла тело убитого Ермоленко на верхнюю часть трапа, поскольку сами преступники боялись выходить и попасть под возможный снайперский огонь. Она же вынесла истекавшего кровью Тиханского: преступники требовали от неё не спускаться по трапу, однако она утверждала, что сам Тиханский идти не сможет, и даже вынуждена была огрызаться в адрес Ягмурджи. Фельдшеры опасались подходить к трапу, чтобы оказать Тиханскому помощь, из-за чего было упущено время: раненый скончался в машине скорой помощи по дороге в больницу.
С течением времени Николай Мацнев становился всё более и более озлобленным и агрессивным, а Сергей Ягмурджи даже впал в оцепенение. Елена предложила Мацневу выпустить часть пассажиров, чтобы самолёт смог быстрее взлететь: примерно в 7:50 он согласился отпустить 46 заложников (большую их часть составляли женщины, дети и старики), оставив при этом 20 мужчин на борту. Всех оставшихся рассадили так, чтобы все они были в зоне видимости преступников, а солдаты переоделись в гражданскую одежду, взятую из ручной клади пассажиров. Зная возможные действия «альфовцев», преступники заблокировали аварийные люки и заклеили глазок двери, ведущей в кабину пилотов (одна из стюардесс его сняла незаметно). В течение этого времени командир воздушного судна докладывал на землю обо всём, что происходило в самолёте: по свидетельствам очевидцев, у командира дрожал голос.

## Подготовка к штурму
Самолёт был окружён сотрудниками милиции, военными и сотрудниками КГБ: в пределах лётного поля не было ни одного человека, однако за забором, ограждавшим лётное поле, собралось множество пассажиров других рейсов, следивших за развитием событий. Сотрудники группы «А» проследовали через здание аэровокзала в отведённое помещение: по словам участника тех событий, подполковника запаса Евгения Исакова, оперативники прорабатывали все возможные варианты применения оружия и средств, в том числе и использование взрывчатки. Около 10 утра сотрудник КГБ Башкирской АССР подполковник Анатолий Коцага, в прошлом авиационный инженер и сотрудник Уфимского аэропорта, прошёл на борт, пользуясь легендой сотрудника аэропорта, однако чуть не был разоблачён, поскольку не вымазал руки машинным маслом. Мацнев, наставивший на него оружие, этот странный момент проигнорировал. Коцага же первым заметил, что Мацнев был в состоянии наркотического опьянения.
Елена Жуковская сказала обоим преступникам, что их требования по направлению самолёта в недружественную СССР страну приняты на земле, но Коцага добавил, что из-за выстрелов была пробита обшивка самолёта, что нарушило герметичность машины; в совокупности с возникавшими сильными шумами (на самом деле шумы были вызваны тем, что экипаж качал рулями, а пробоины от выстрелов были несерьёзными) требовалось провести ремонт, который должен был занять не менее 12 часов. Коцага доложил в штаб руководства намеренно громко о невозможности взлёта самолёта, чтобы это услышали и преступники. Жуковская предложила обоим пересесть на другой самолёт, но Ягмурджи и Мацнев потребовали исправить все неполадки на имеющемся самолёте и лететь на нём, угрожая начать расстреливать пассажиров в случае отказа. Согласно Исакову, преступники в течение дня несколько раз требовали передать им сигареты, алкоголь и наркотики, и эти требования выполнялись. Коцага сообщил на землю об угрозах со стороны обоих преступников, а также заметил, что они не были уверены в себе и не знали, что делать дальше. В операции был также задействован муж Людмилы Сафроновой Геннадий, который был направлен на рейс как техник: несколько раз он прошагал по фюзеляжу крыла, чтобы убедить нападавших в том, что прибыли техники для ремонта повреждённой обшивки.
Переговоры с преступниками вёл непосредственно Зайцев. Чтобы убедить их сдаться, сотрудники привезли магнитофонную запись речи матери Сергея Ягмурджи, которая призывала сына одуматься. Переговорщиком стал также бывший командир роты, где служили Ягмурджи и Мацнев, что позволило протянуть время до 14:00. Оба изначально настаивали на полном выполнении своих требований, но под воздействием принятых ими веществ изменили свои планы, признав, что вылет самолёта никто не допустит, и решили покончить с собой, о чём сообщили командиру роты. Параллельно «Альфа» приняла окончательное решение о штурме самолёта, отработав его на соседнем самолёте, но при этом оперативники осознавали, что остаётся риск гибели пассажиров при любом развитии событий. Решение о штурме самолёта должен был принимать прокурор Башкирской АССР, однако он долго раздумывал, опасаясь, что преступники в случае штурма перестреляют оставшихся в кабине людей. В конце концов, он дал добро на штурм самолёта. Группу, которой было доверено штурмовать самолёт, возглавил Виктор Зорькин.

## Наркотики на борту
Ситуация приняла неожиданный оборот, когда Ягмурджи и Мацнев потребовали доставить им на борт наркотики — Мацнев потребовал приготовить «двадцать ампул, иглы, ну и все остальное — спирт, жгут, вату», а Ягмурджи попросил ещё и гитару, на которой умел себе аккомпанировать. Все нужные вещи должен был доставить бывший командир их роты. Узнав о требованиях обоих, оперативники «Альфы» вместе с наркотиками передали сильнодействующее снотворное. Все вещи были доставлены примерно в 15:30: солдаты приказали стюардессам дождаться, когда оба умрут, а уже потом вступать в переговоры с наземными службами. По воспоминаниям Елены Жуковской, на борт было доставлено не более десяти пакетиков: эта доза была крайне недостаточной, чтобы умертвить обоих. Ягмурджи выпил три ампулы и мгновенно потерял сознание, в то время как бывалый наркоман Мацнев к наркотикам не притрагивался, но тоже уснул.
Пользуясь тем, что оба солдата спят, бортпроводница Елена Жуковская сняла с колен Ягмурджи пулемёт, отнеся его в кабину пилотов (Елене пришлось ждать около трёх минут, прежде чем пилоты отреагируют). Обе стюардессы также замотали аккуратно автомат на шее Мацнева куртками пассажиров, ожидая, что преступник затратит больше обычного времени и не успеет выстрелить. Бортпроводницы сообщили дежурившим бойцам спецназа, что дезертиры спят и что их можно захватывать, однако команды на штурм на тот момент не поступало. Примерно в 16:30 Сергей упал и разбудил Николая Мацнева, однако Елена не дала Мацневу опомниться, сразу же предложив оставшиеся ампулы (по некоторым данным, к смеси этих ампул Жуковской тайно был добавлен нашатырь). Мацнев, слив все ампулы вместе, выпил залпом и стал бродить по салону, а вскоре у него началась рвота. После дальнейших просьб Жуковской Мацнев согласился отпустить всех оставшихся заложников и приказал подогнать к передней двери первого салона трап, по которому спустились вниз все пассажиры и обе бортпроводницы. Среди них никто не пострадал; параллельно часть группы захвата Зорькина разгрузила задний багажник и получила доступ в задний салон со стороны хвоста самолёта, вытащив оттуда обеих стюардесс и заняв позиции в хвосте самолёта.

## Штурм
Когда вышли все пассажиры и захлопнулась дверь салона, Мацнев пришёл в себя и понял, что пулемёта под рукой у него нет. Растолкав сонного Ягмурджи, он попытался выломать дверь в кабину прикладом автомата, угрожая расстрелять всех заложников: был риск того, что оба преступника откроют огонь и добьют находившихся в кабине людей. Приблизительно в этот момент оперативники и начали штурм, получив добро на ликвидацию преступников в случае, если те будут отстреливаться. Все бойцы действовали без бронежилетов, чтобы бесшумно и максимально быстро попасть в салон. Идею действовать без бронежилетов предложил во время учений Сергей Коломеец, а на тренировке оперативник Александр Стариков опытным путём доказал, что можно быстро обезоружить преступника, хотя сохранялся при этом риск смертельного ранения в случае выстрела в любого из бойцов.
Несколько оперативников, пробравшиеся через форточку в кабину пилотов, предложили членам экипажа выбраться тем же путём, однако Сафронова из-за своего плотного телосложения сделать это не могла, а бросать её пилоты не хотели. Оставив их на месте, бойцы ворвались в первый салон, где скрывались Мацнев и Ягмурджи: Людмилу Сафронову предварительно оперативники пересадили в самое безопасное место, прикрыв её портфелем с металлическим бортжурналом. Действовавшая с хвоста группа Зорькина бросила две светошумовые гранаты во второй салон и отвлекла тем самым внимание Мацнева, в то время как выбежавшие из кабины пилотов бойцы открыли огонь по преступнику. В завязавшейся перестрелке Мацнев успел сделать несколько выстрелов из автомата, однако ответные пули ушли веером в потолок, а сам он был убит выстрелами в голову и тело. Ягмурджи попытался взять выпавший из рук сообщника автомат, но был ранен в подъём ступни: ему пришлось ампутировать ногу, чтобы спасти жизнь. Весь бой против Мацнева и Ягмурджи занял около 6 секунд, а с момента поднятия группы по тревоге и до завершения операции прошло более 14 с половиной часов.

## Последствия
Перед судом предстали шесть человек — Александр Коновал, Сергей Ягмурджи и ещё четыре солдата (в том числе Федоткин), обвинявшихся в укрывательстве преступления. 22 мая 1987 года военным трибуналом Сергей Ягмурджи был признан виновным и приговорён к смертной казни через расстрел. Приговор привели в исполнение 1 июня 1988 года. На суде Ягмурджи свою вину не признавал и не раскаивался, выражая сожаление лишь в том, что не довёл дело до конца. В тот же день Коновал был признан виновным по ряду статей УК РСФСР (в том числе в попытке угона воздушного судна, угоне автомобиля, незаконном хранении наркотических веществ и склонении к их потреблению) и приговорён к 10 годам лишения свободы с конфискацией имущества и отбыванием наказания в колонии. Он отбывал наказание в колонии Пермь-35, прежде чем был освобождён по амнистии 7 февраля 1992 года, объявленной президентом Российской Федерации Борисом Ельциным. Сам Коновал позже устроился на работу, женился и стал отцом двоих детей. Охранявший склады Федоткин и ещё трое человек, обвинявшихся в укрывательстве преступления, были приговорены к различным срокам лишения свободы от 2 до 6 лет. Верховный Суд СССР оставил приговор без изменений.
Решающую роль в спасении пассажиров от гибели сыграли Елена Жуковская и её коллега Сусанна Жабинец, которые, по словам ветерана «Альфы» Николая Калиткина, выполнили «90% всей работы» по спасению заложников. Обе стюардессы были награждены орденами Красного Знамени. Позже выяснилось, что Жуковская была беременна на момент инцидента с рейсом Ту-134. Геннадий Сафронов, который дежурил у самолёта вплоть до конца операции, был награждён орденом «Знак Почёта», а его супруга Людмила — медалью «За трудовую доблесть» (награждение прошло в Министерстве гражданской авиации СССР в пустом зале, поскольку следствие не было закончено, а делу не давали огласки). Анатолий Коцага был также награждён орденом Красного Знамени. Милиционеров Айрата Галеева и Зульфира Ахтямова, убитых во время погони, посмертно наградили орденами Красной Звезды: Галеев был похоронен в деревне Балышлы Благоварского района, а Ахтямов — в Кушнаренковском районе. Ежегодно у могил погибших милиционеров проводятся памятные мероприятия при участии сотрудников Росгвардии.
В то же время против Виктора Блинова, который застрелил Мацнева и ранил Ягмурджи, а также забрал оружие преступников и передал командованию, возбудили уголовное дело в связи с заявлениями о том, что стрельба из боевого оружия разрешалась только в крайних случаях. Следователи, изучив все обстоятельства случившегося, закрыли дело, постановив, что боец «Альфы» в тот момент имел полное право на стрельбу из боевого оружия: разрешение на использование оружия было дано прокурором Башкирской АССР.
О событиях, связанных с захватом самолёта и освобождением заложников, повествует документальный фильм «Экипаж» (режиссёр Борис Фёдоров) из цикла «Следствие вели» с Леонидом Каневским. Съёмки фильма начались зимой 2009 года с интервью участников тех событий, а в мае 2010 года в уфимском аэропорту состоялись последующие съёмки реконструкции событий. Творческой бригаде НТВ оказывалось по ходу съёмок всяческое содействие.